# シャボン玉とんだ宇宙までとんだ
『シャボン玉とんだ宇宙までとんだ』（しゃぼんだまとんだそらまでとんだ）は、筒井広志による小説『アルファ・ケンタウリからの客』を原作としてヒューマンデザインが企画・製作した日本のミュージカル。1988年、音楽座により初演。

## ストーリー
身寄りがなくスリの元締めの孤児院で育てられた折口佳代と作曲家志望で喫茶店でアルバイトしている素朴でシャイな青年、三浦悠介を主人公とするラブストーリー。
1988年、とある日の遊園地の迷路で出会った2人は、その後も悠介の働く喫茶店・公園でも出会う。「いつの日か夢はかなう」－悠介の言葉は、佳代に忘れかけていた夢、素直な気持ちを思い出させる。そして2人は徐々に惹かれ合っていく。しかし佳代には、佳代自身も知らない重大な秘密があった。

## 公演歴

### 音楽座による公演
| 公演年 | 主な会場       | キャスト          | キャスト                  | スタッフ                                  | スタッフ                 | スタッフ            |
| 公演年 | 主な会場       | 折口佳代          | 三浦悠介                  | 脚本・演出                                | 音楽                     | 振付                |
| ------ | -------------- | ----------------- | ------------------------- | ----------------------------------------- | ------------------------ | ------------------- |
| 1988年 | 本多劇場       | 土居裕子          | 佐藤伸行                  | 横山由和                                  | 筒井広志                 | 中川久美            |
| 1989年 | 本多劇場       | 土居裕子          | 佐藤伸行                  | 横山由和                                  | 筒井広志                 | 中川久美            |
| 1990年 | 本多劇場       | 土居裕子          | 佐藤伸行                  | 横山由和                                  | 筒井広志                 | 中川久美            |
| 1991年 | 青山劇場       | 土居裕子 福島桂子 | 佐藤伸行 本間仁           | 横山由和                                  | 筒井広志 八幡茂 Sho Sako | 中川久美 藤井真梨子 |
| 1992年 | 町田市民ホール | 福島桂子          | 本間仁                    |                                           |                          |                     |
| 1993年 | 東京芸術劇場   | 土居裕子 今津朋子 | 真矢武 畠中洋             | 横山由和                                  | 筒井広志 八幡茂          | 中川久美            |
| 1994年 | 町田市民ホール | 矢口容子          | 清水博司 （現：清水拓蔵） | 横山由和                                  | 筒井広志 八幡茂          | 中川久美            |
| 1995年 | なかのZERO     | 渋谷玲子 矢口容子 | 縄田晋                    | ワームホールプロジェクト （横山由和ほか） | 筒井広志 八幡茂          | 中川久美            |

### Rカンパニーによる公演
| 公演年 | 主な会場                 | キャスト          | キャスト          |
| 公演年 | 主な会場                 | 折口佳代          | 三浦悠介          |
| ------ | ------------------------ | ----------------- | ----------------- |
| 2009年 | 赤坂ACTシアター          | 高野菜々          | 安中淳也          |
| 2010年 | ル・テアトル銀座         | 高野菜々          | 安中淳也          |
| 2012年 | 兵庫県立芸術文化センター | 高野菜々 宮崎祥子 | 小林啓也 安中淳也 |
| 2012年 | 常陸太田市民交流センター | 高野菜々 宮崎祥子 | 小林啓也 安中淳也 |
| 2012年 | ル・テアトル銀座         | 高野菜々 宮崎祥子 | 小林啓也 安中淳也 |
| 2012年 | 北海道演劇鑑賞団体連絡会 | 高野菜々 宮崎祥子 | 小林啓也 安中淳也 |
| 2012年 | 町田市民ホール           | 高野菜々 宮崎祥子 | 小林啓也 安中淳也 |
| 2012年 | 九州演劇鑑賞団体連絡会議 | 高野菜々 宮崎祥子 | 小林啓也 安中淳也 |
| 2016年 | 上野学園ホール           | 高野菜々          | 渡辺修也          |
| 2016年 | 町田市民ホール           | 高野菜々          | 渡辺修也          |

### 2020年の公演
2020年上演。演出は小林香。東宝制作。
日程
2020年1月7日 - 2月2日（東京シアタークリエ）
2020年2月7日 - 2月9日（福岡市民会館）
2020年2月12日 - 2月15日（大阪新歌舞伎座）
キャスト
三浦悠介：井上芳雄
折口佳代：咲妃みゆ
畠中洋、吉野圭吾、濱田めぐみ、上原理生、仙名彩世
内藤大希、北川理恵、大月さゆ、川口大地、横田剛基、松田未莉亜、早川一矢、松野乃知、相川忍、井上一馬、藤咲みどり、照井裕隆、福井晶一、土居裕子、月影瞳（*月影瞳は東京公演のみの出演濱田めぐみと役替り）

### 2023年の公演
2023年10月 - 12月に草月ホール、メイシアター、JMSアステールプラザ他全8都府県9ヶ所で上演。
日程
10月3日（大阪・メイシアター大ホール）
10月14日（栃木県・小山市立文化センター）
10月27日 - 11月5日（東京・草月ホール）
11月11日（栃木県・あしかがフラワーパークプラザ）
11月23日（福井県・越前市文化センター）
11月26日（愛知県・幸田町民会館さくらホール）
12月3日（島根県・悠邑ふるさと会館）
12月8日 - 12月9日（広島・JMSアステールプラザ大ホール）
12月16日（茨城県・水戸市民会館グロービスホール）
キャスト
三浦悠介（Wキャスト）:小林啓也・畠中祐
折口佳代（Wキャスト）:森彩香・高野奈々
佐藤伸行、井田安寿、本間仁、新木啓介、岡崎かのん、安中淳也、松永さとり、藤田将範、北村しょう子、姫本梨央、山西菜音、上田亮、清田和美、塩坂真季、毎原遥、五十嵐進、大須賀勇登、渡辺修也、後藤さつき、木村弥素子、林芳弥、辻凌子、大本観月、兼崎ひろみ 他